# El pont del nord
El pont del nord (títol original en francès, Le Pont du Nord) és una pel·lícula del 1981 francesa dirigida per Jacques Rivette. La pel·lícula és protagonitzada per Bulle Ogier i la seva filla Pascale Ogier. Es va estrenar a França el 13 de gener de 1982. S'ha subtitulat al català.

## Trama
Marie (Bulle Ogier), una lladre de bancs que acaba de sortir de la presó, ja no suporta viure entre quatre parets. Baptiste (Pascale Ogier) diu que ve d'un altre lloc i que té la intenció de viure segons les seves pròpies regles. (Tingueu en compte que com a nom de pila francès Baptiste és masculí, però aquí és interpretat per una actriu.)
Els seus camins es creuen tres vegades en qüestió d'hores. Baptiste creu que és el destí; ha d'acompanyar la Marie i protegir-la. Junts, investiguen un misteri surrealista que inclou un maletí farcit d'intriga política obsessiva, una reurbanització cívica, un enorme drac mecànic que escup flames i diversos personatges anomenats Max. Inventen un perillós joc de la vida real que imagina París com un misteriós a gran escala. tauler on juguen. La trama pren la seva estructura d'un joc infantil francès, Joc de l'oca (Jeu de l'oie), que superposa un disseny improvisat en un mapa de París.

## Repartiment
- Bulle Ogier com a Marie
- Pascale Ogier com a Baptiste
- Pierre Clémenti com a Julien
- Jean-François Stévenin com a Max
- Benjamin Baltimore com a Knife Wielding Max
- Steve Baës com Mantle-Wearing Max
- Joe Dann com a Monte Player
- Mathieu Schiffman com a hongarès
- Antoine Gurevitch com el primer noi
- Julien Lidsky com el segon noi
- Marc Truscelli com a tercer noi